# Josef Beyvl
Josef Beyvl, křtěný Josef Robert Alois (7. června 1906 Lomnice nad Popelkou – 10. července 1978 Praha) byl český herec-komik.

## Život
Divadlo měl rád od dětství, jako herec začínal již v mládí u různých kočovných společností (v roce 1930 nastoupil do divadelní společnosti Josefa Burdy), kde působil zhruba 15 let. Od roku 1939 hrál v brněnském Zemském divadle, v roce 1951 se stal členem Městských divadel pražských, kde působil až do svého skonu.
Na filmovém plátně se objevil krátce po válce, snad vůbec nejkvalitnější filmovou rolí bylo jeho účinkování ve filmu Soudný den režiséra Karla Steklého. Čeští filmová diváci si jej patrně pamatují ponejvíce z role lakotného hostinského z filmové pohádky Obušku, z pytle ven!. V pozdějších letech však už hrával spíše drobnější či epizodní role, ztvárňoval často různé dědečky, vrátné či úředníky. Jednalo se o herce s výrazným komediálním talentem, který také velmi často vystupoval po estrádách a v estrádně laděných televizních pořadech.

## Divadelní role, výběr
- 1953 Ion Luca Caragiale: Ztratil se dopis, Farfuridi, Komorní divadlo, režie Jan Fišer
- 1957 František Langer: Obrácení Ferdyše Pištory, Starý Pištora, Divadlo komedie, režie Rudolf Hrušínský
- 1961 Leon Kruczkowski: Smrt guvernéra, Starý Lukáš, Komorní divadlo, režie Ota Ornest
- 1962 Thornton Wilder: Paní Dolly, dohazovačka, Horace Vandergelder, Divadlo ABC, režie Ladislav Vymětal
- 1964 Slawomir Mrožek: Kouzelná noc – Mučednictví Petra Oheye, Starý lovec, Divadlo komedie, režie Ladislav Vymětal
- 1973 Claude Magnier: Co je ti, Hermínko?, Komisař, Divadlo ABC, režie Karel Svoboda

## Filmografie, výběr

### Film
- 1945 Tři knoflíky (režie: Bořivoj Zeman)
- 1949 Soudný den (soudní rada Štěpán)
- 1950 Vstanou noví bojovníci (Klomínek)
- 1952 Anna proletářka (Bohumír Šmeral)
- 1952 Plavecký mariáš (Trnka)
- 1954 Cirkus bude! (Kyška)
- 1955 Obušku, z pytle ven! (hostinský)
- 1958 Tři přání (ředitel)
- 1959 Jak se Franta naučil bát
- 1959 O medvědu Ondřejovi
- 1964 Čintamani & podvodník
- 1969 Zabil jsem Einsteina, pánové… (profesor Wurm)
- 1970 Na kolejích čeká vrah
- 1970 Ďábelské líbánky (hajný Vojta)
- 1974 Jáchyme, hoď ho do stroje! (vrátný v sokolovně)
- 1976 Bouřlivé víno (vinař Vymětal)
- 1977 Což takhle dát si špenát (důchodce v parku)

### Televize
- 1964 Trik aneb jak dámu okouzlit aneb jak manžela oblafnout (muzikál)
- 1969 Pan Tau (TV seriál)
- 1970 Fantom operety (TV seriál)
- 1971 F. L. Věk (TV seriál)
- 1974 Třicet případů majora Zemana (TV seriál)
- 1975 Chalupáři (TV seriál)
- 1977 Nemocnice na kraji města (TV seriál)
- 1978 Ve znamení Merkura (TV seriál)

## Rozhlas
- 1973 Molière: Lakomec, Československý rozhlas, překlad: E. A. Saudek, pro rozhlas upravil: Dalibor Chalupa, osoby a obsazení: Harpagon (Stanislav Neumann), Kleant, jeho syn (Vladimír Brabec), Eliška, jeho dcera (Jana Drbohlavová), Valér (Josef Zíma), Mariana, jeho sestra (Eva Klepáčová), Anselm, jejich otec (Felix le Breux), Frosina, dohazovačka (Stella Zázvorková), kmotr Jakub, kočí a kuchař Harpagona (Josef Beyvl), kmotr Šimon, zprostředkovatel (Miloš Zavřel), Čipera, Kleantův sluha (Jaroslav Kepka), Propilvoves (Oldřich Dědek), Treska (Jiří Koutný), policejní komisař (Eduard Dubský) a hlášení a odhlášení (Hana Brothánková), dramaturgie: Jaroslava Strejčková, hudba: Vladimír Truc, režie: Jiří Roll.[4]